# Ravnsbjerg
Ravnsbjerg – miasto w Danii, w regionie Dania Południowa, w gminie Esbjerg.